# Cowichan
Cowichan (czytaj Koo-łi-czan) – plemię Indian kanadyjskich, należące do grupy Saliszów, zamieszkujące nadmorskie tereny Kolumbii Brytyjskiej – obecnie Dolinę Cowichan na wyspie Vancouver. Liczebność plemienia (zarejestrowana) wynosi 3800 osób, z czego połowa zamieszkuje w rezerwacie Cowichan. Plemię zarządzane jest przez wodza wspomaganaego przez dwunastosobową radę plemienną. Wódz i rada mają delegację do podejmowania decyzji z zakresu prawa rodzinnego, edukacji, zdrowia, spraw mieszkaniowych i socjalnych. Stosunki pomiędzy plemieniem a władzami regulują postanowienia Traktatu Hul'qumi'num (faza 4.) Plemię posiada i zarządza holdingiem Khowutzun Development Corporation obejmującym pięć spółek, między innymi winnice i winiarnie, tartak i firmę budowlaną. Wszystkie spółki zatrudniają ponad 800 pracowników i wytwarzają 57 milionów dolarów obrotu. Propagowanie wiedzy na temat plemienia, turystyki i produktów rękodzieła plemiennego (między innymi znanych z jakości robionych na drutach swetrów wełnianych) zajmuje się przedsiębiorstwo Quw'utsun Cultural and Conference Centre.

## Historia plemienia

### Prehistoria i mitologia
Niewiele jest wiadomo o historii plemienia sprzed przybycia Europejczyków. Badania archeologiczne wskazują, że plemię zamieszkiwało swe tereny od co najmniej 4.5 tysiąca lat. Brak historii pisanej zastępują mity. Według nich przodkiem wszystkich Cowichan był Syalutsa, który spadł z nieba. W ten sam sposób przybyli na ziemię inni przodkowie plemienia. Syalutsa był obdarzony szczególną mocą i umiejętnościami. On nauczył pozostałych całej wiedzy potrzebnej do życia. Obejmowało to umiejętność polowań, rybołówstwa, wytwarzania broni i narzędzi, budowania domostw itp. Pierwsi Cowichanie ustalili też zwyczaje plemienne, które przestrzegane były przez kolejne pokolenia. Do czasów współczesnych przekazywane są z pokolenia na pokolenie informacje genealogiczne, tak że wiele rodzin wywodzi swe początki od poszczególnych osobników przybyłych wraz z Syalutsem.
Podstawą gospodarki plemienia, oraz głównym źródłem pożywienia było rybołówstwo. Polowano na łososia ożywając do tego specjalnie budowanych tam na rzekach. Corocznie flotylla setek łodzi udawała się na stały ląd w górę Rzeki Frezier, gdzie dokonywano połowów. Zdobyte mięso konserwowano. Cowichanie nigdy nie spowodowali wyniszczenia populacji łososia, rozumiejąc zasady równowagi naturalnej. Sporadycznie polowano także na zwierzęta leśne, najczęściej jelenie. Dietę uzupełniano zbieractwem.
Cowichanie uprawiali rodzaj prymitywnego kultu ziemi i lasów.

### Kolonizacja
Cowichanie pierwszy raz na szerszą skalę weszli w kontakty z Europejczykami w początkach XIX wieku. Początkowo były to wyłącznie stosunki handlowe. W zamian za produkty, takie jak mięso łososia i skóry, Indianie nabywali nieznane im dotychczas produkty przemysłowe, takie jak stalowe narzędzia, garnki, broń palną. Niestety wraz z nadejściem białych przyszły nieznane przedtem choroby, na które Cowichanie byli całkowicie nieodporni. Epidemia ospy dosłownie zdziesiątkowała populację. Z ocenianych 16 tysięcy zmniejszyła się do niespełna tysiąca. Dewastującym dla plemienia było, że wymarła praktycznie cała starszyzna, tradycyjnie odpowiedzialna za zachowanie tradycji. Wiele z tradycyjnej wiedzy zostało w ten sposób utracone na zawsze.
W połowie XIX wieku zmienił się charakter brytyjskiego zaangażowania w rejonie. Wraz z powstaniem kolonii Wyspa Vancouver, na tereny Cowichan zaczęli napływać rolniczy osadnicy. Choć teoretycznie władze brytyjskie uznawały prawo Indian do zajmowanych ziem, praktycznie gubernatorzy kolonialni w sporach z kolonistami zawsze stawali po ich stronie. Z czasem, Cowichanie zostali wyzuci ze swych tradycyjnych posiadłości. Nie odbyło się to bez przemocy. Do aktów samoobrony i gwałtu dochodziło wielokrotnie. Do największych w latach 1853, 1856 i 1862. Szczególnie rok 1862 przeszedł do historii jako pogrom plemienia. Osadnicy wydali otwartą wojnę zbrojnie najeżdżając tereny plemienne. Wynik tych starć, korzystny dla osadników, został zalegalizowany przez władze reprezentowane przez gubernatora Douglasa. Indianie zostali osadzeni w niewielkim rezerwacie wydzielonym z terenów poprzednio przez nich zajmowanych.

### Współczesność
Nowe prawa jaki przyznała konstytucja Kanady rdzennym Kanadyjczykom pozwoliła na odrodzenie plemienia. Szereg przedsięwzięć o charakterze gospodarczym, edukacyjnym i kulturowym pozwolił na zmniejszenie dystansu dzielącego Indian od reszty populacji. Ciągle jednak poziom wykształcenia, stopa życiowa jest niższa, a bezrobocie wśród Indian wyższe.
Podjęte negocjacje Traktat Hul'qumi'num (w 2005 negocjowany etap 4) pozwolił Cowichanom (oraz innym pokrewnym plemionom) zrekompensowanie niektórych krzywd. Negocjacje traktatu dotyczą spraw własności ziemi i lasów; spraw podatkowych, samorządu, rybołówstwa i spraw socjalnych.